# Trachysphaera multiclavigera
Trachysphaera multiclavigera är en mångfotingart som först beskrevs av Karl Wilhelm Verhoeff 1898.  Trachysphaera multiclavigera ingår i släktet Trachysphaera och familjen Doderiidae. Inga underarter finns listade i Catalogue of Life.